# Boophis bottae
Boophis bottae — вид жаб родини мадагаскарських жаб (Mantellidae).

## Поширення
Вид є ендеміком Мадагаскару. Він зустрічається на сході країни від Андасібе на південь до Раномафана на висоті 800—1000 м над рівнем моря. Його природними місцями проживання є субтропічні або тропічні вологі рівнинні ліси, субтропічні або тропічні вологі гірські ліси і річки.

## Спосіб життя
Цей вид мешкає у тропічному лісі, де живе уздовж струмків, а також на краю тропічного лісу, але ніколи повністю за межами лісу. Розмножується у струмках.

## Охоронний статус
Вид знаходиться під загрозою через втрату місць існування. Виявлений на території Національного парку Раномафана та спеціального резервату Аналамазоатра.